# Valódi fényiloncák
A valódi fényiloncák (Pyralinae) a valódi lepkék közül a fényiloncafélék (Pyralidae) családjának névadó alcsaládja.

## Származásuk, élőhelyük
Főleg a trópusi és szubtrópusi területeken terjedtek el, de az egész Földön vannak fajaik. Európába mindhárom nemzetség eljutott:
- Endotrichini — Endotricha nem két fajjal;
- Hypotiini — két nemmel: Arsenaria, Hypotia
- Pyralini — 11 nemmel:
  - Aglossa
  - Bostra
  - Hypsopygia
  - Loryma
  - Maradana
  - Pyralestes
  - Pyralis
  - Scotomera
  - Stemmatophora
  - Synaphe
  - Tretopteryx

Ezek közül hazánkban tizenkilencet figyeltek meg. Magyarországon védett faj a cifra fényilonca (Palmitia massilialis).

## Életmódjuk, élőhelyük
Egyes hernyók endofágok, mások növényi hulladékokkal táplálkoznak vagy szabadon élnek a növényeken. Közismert háztartási kártevő a lisztilonca (Pyralis farinalis L., 1758); raktári kártevő a szénailonca
(Hypsopygia costalis Fabricius, 1775).

## Nemzetségbe nem sorolt nemeik
- Delopterus
- Goateria
- Loryma
- Marionana
- Namibina
- Namibiodes
- Nhoabe
- Perula
- Pithyllis
- Pseudozitha
- Pyralosis
- Scotomera
- Sindris
- Triphassa
- Tyndis
- Zitha

## Magyarországi fajaik

### Endotrichini nemzetség
Endotricha nem (Zeller, 1847) egy fajjal:
- tüzes szárnyú fényilonca (Endotricha flammealis (Denis & Schiffermüller, 1775) — Magyarországon sokfelé előfordul (Fazekas, 2001; Buschmann, 2004; Pastorális, 2011; Pastorális & Szeőke, 2011);

### Hypotiini nemzetség
Hypotia nem (Zeller, 1847) egy fajjal:
- cifra fényilonca (Hypotia massilialis, Duponchel, 1832) — Magyarországon szórványos (Pastorális, 2011);

### Pyralini nemzetség
Synaphe nem Hb., 1825 négy fajjal:
- moldovai fényilonca (Synaphe moldavica Esper, 1794) — Magyarországon többfelé előfordul (Buschmann, 2004; Pastorális, 2011; Pastorális & Szeőke, 2011);
- sziki fényilonca (Synaphe bombycalis Denis & Schiffermüller, 1775) — Magyarországon többfelé előfordul (Pastorális, 2011);
- nagy fényilonca (Synaphe antennalis, S. connectalis Fabricius, 1794) — Magyarországon szórványos (Pastorális, 2011);
- hosszú lábú fényilonca (Synaphe punctalis, S. angustalis Fabricius, 1775) — Magyarországon közönséges (Fazekas, 2001; Buschmann, 2004; Pastorális, 2011; Pastorális & Szeőke, 2011);

Pyralis nem (L., 1758) három fajjal:
- pompás fényilonca (Pyralis regalis Denis & Schiffermüller, 1775) — Magyarországon közönséges (Fazekas, 2001; Buschmann, 2004; Pastorális, 2011; Pastorális & Szeőke, 2011);
- lisztilonca (Pyralis farinalis L., 1758) — Magyarországon közönséges (Fazekas, 2001; Buschmann, 2004; Mészáros, 2005; Pastorális, 2011; Pastorális & Szeőke, 2011);
- pusztai fényilonca (Pyralis perversalis Herrich-Schäffer, 1849) — Magyarországon közönséges (Buschmann, 2004; Pastorális, 2011; Pastorális & Szeőke, 2011);

Aglossa nem (Latreille, 1796
- hangyailonca (Aglossa signicostalis Staudinger, 1871) — Magyarországon sokfelé előfordul (Fazekas, 2001; Pastorális, 2011; Pastorális & Szeőke, 2011);
- kis zsiradékmoly (Aglossa caprealis Hb., 1809) — Magyarországon szórványos (Pastorális, 2011);
- zsiradékmoly (Aglossa pinguinalis L., 1758) — Magyarországon közönséges (Fazekas, 2001; Buschmann, 2004; Pastorális, 2011; Pastorális & Szeőke, 2011);

Stemmatophora nem (Guenée, 1854) két fajjal:
- barna fényilonca (Stemmatophora brunnealis, Actenia brunnealis Treitschke, 1829) — Magyarországon közönséges (Fazekas, 2001; Buschmann, 2004; Pastorális, 2011; Pastorális & Szeőke, 2011);
- karsztlakó fényilonca (Stemmatophora honestalis, Actenia honestalis Treitschke, 1829) — Magyarországon közönséges (Fazekas, 2001; Buschmann, 2004; Pastorális, 2011; Pastorális & Szeőke, 2011);

Hypsopygia nem (Hb., 1825) öt fajjal:
- szénailonca (Hypsopygia costalis Fabricius, 1775) — Magyarországon közönséges (Fazekas, 2001; Buschmann, 2004; Mészáros, 2005; Pastorális, 2011; Pastorális & Szeőke, 2011);
- aranyrojtú fényilonca (Hypsopygia fulvocilialis Duponchel, 1834) — Magyarországon szórványos (Fazekas, 2001; Pastorális, 2011);
- piros fényilonca (Hypsopygia incarnatalis Zeller, 1847) — Magyarországon közönséges (Fazekas, 2001; Pastorális, 2011; Pastorális & Szeőke, 2011);
- vörös fényilonca (Hypsopygia rubidalis Denis & Schiffermüller, 1775) — Magyarországon sokfelé előfordul (Fazekas, 2001; Pastorális, 2011; Pastorális & Szeőke, 2011);
- rezes fényilonca (Hypsopygia glaucinalis, Orthopygia glaucinalis L., 1758) — Magyarországon közönséges (Fazekas, 2001; Buschmann, 2004; Pastorális, 2011; Pastorális & Szeőke, 2011);